# Länsväg 233
De Zweedse weg 233 (Zweeds: Länsväg 233) is een provinciale weg in de provincies Dalarnas län, Örebro län en Västmanlands län in Zweden en is circa 81 kilometer lang.

## Plaatsen langs de weg
- Kopparberg
- Skinnskatteberg
- Färna en Bäck
- Ramnäs

## Knooppunten
- Riksväg 63 bij Kopparberg (begin)
- Riksväg 50 bij Kopparberg
- Riksväg 68 bij Skinnskatteberg
- Länsväg 250 bij Färna
- Riksväg 66 bij Ramnäs (einde)